# Full Throttle (videogioco 1987)
Full Throttle (フルスロットル?, Furu Surottoru), nel resto del mondo conosciuto come Top Speed, è un simulatore di guida arcade edito dalla Taito nel 1987. In Nord America venne pubblicato da Romstar. Ebbe un'unica conversione per l'home computer Sharp X68000. 
È incluso esclusivamente nella raccolta per PlayStation 2 Taito Memories II Gekan, uscita nel 2007 solo in Giappone.

## Modalità di gioco
Il gameplay di Full Throttle è simile a quello di Out Run. L'automobile con la quale si guida nel gioco è sempre rossa, ma stavolta sembra essere una Mazda RX-7. I livelli qui sono cinque e non si estendono a piramide dal livello di partenza. Inoltre introduce un elemento del tutto assente nel suddetto titolo SEGA, ovvero il turbo nitro per aumentare temporaneamente la velocità.

## Accoglienza
In Giappone, la rivista Game Machine elencò Full Throttle nel numero del 15 novembre 1987 come la seconda unità arcade di maggior successo del mese.
Clare Edgeley di Computer and Video Games ha dato a Full Throttle una recensione positiva, paragonandolo favorevolmente ad Out Run e complimentandosi per la grafica e la maneggevolezza. Commodore User, invece, ha assegnato a Full Throttle cinque su dieci, definendolo un clone di Out Run e paragonandolo sfavorevolmente al gioco di Sega.